# 賴斯萊克 (明尼蘇達州普查規定居民點)
賴斯萊克（英語：Rice Lake）是位於美國明尼蘇達州清水縣拉普雷里鎮區的一個普查規定居民點。

## 人口
根據2020年美國人口普查的數據，賴斯萊克的面積為27.07平方千米，當中陸地面積為27.06平方千米，而水域面積為0.61平方千米。當地共有人口274人，而人口密度為每平方千米10.12人。